# Kaleidoscope Dream
Kaleidoscope Dream è il secondo album in studio del cantante statunitense Miguel, pubblicato nel 2012.

## Tracce
1. Adorn – 3:13
2. Don't Look Back – 4:26
3. Use Me – 4:40
4. Do You... – 3:28
5. Kaleidoscope Dream – 4:17
6. The Thrill – 3:04
7. How Many Drinks? – 4:32
8. Where's the Fun in Forever – 3:29
9. Arch & Point – 3:17
10. Pussy Is Mine – 2:53
11. Candles in the Sun – 4:55

Tracce bonus iTunes
1. Adorn (Remix) (featuring Wiz Khalifa) – 3:47

Tracce bonus UK
1. Gravity – 3:39
2. ...All – 3:59
3. Adorn (Remix) (featuring Wiz Khalifa) – 3:47

Tracce bonus Versione internazionale
1. How Many Drinks (Remix) (featuring Kendrick Lamar) – 4:30

## Classifiche
| Classifica (2012) | Posizione raggiunta |
| ----------------- | ------------------- |
| Stati Uniti       | 8                   |